# کانتیننتال سنتر ۱

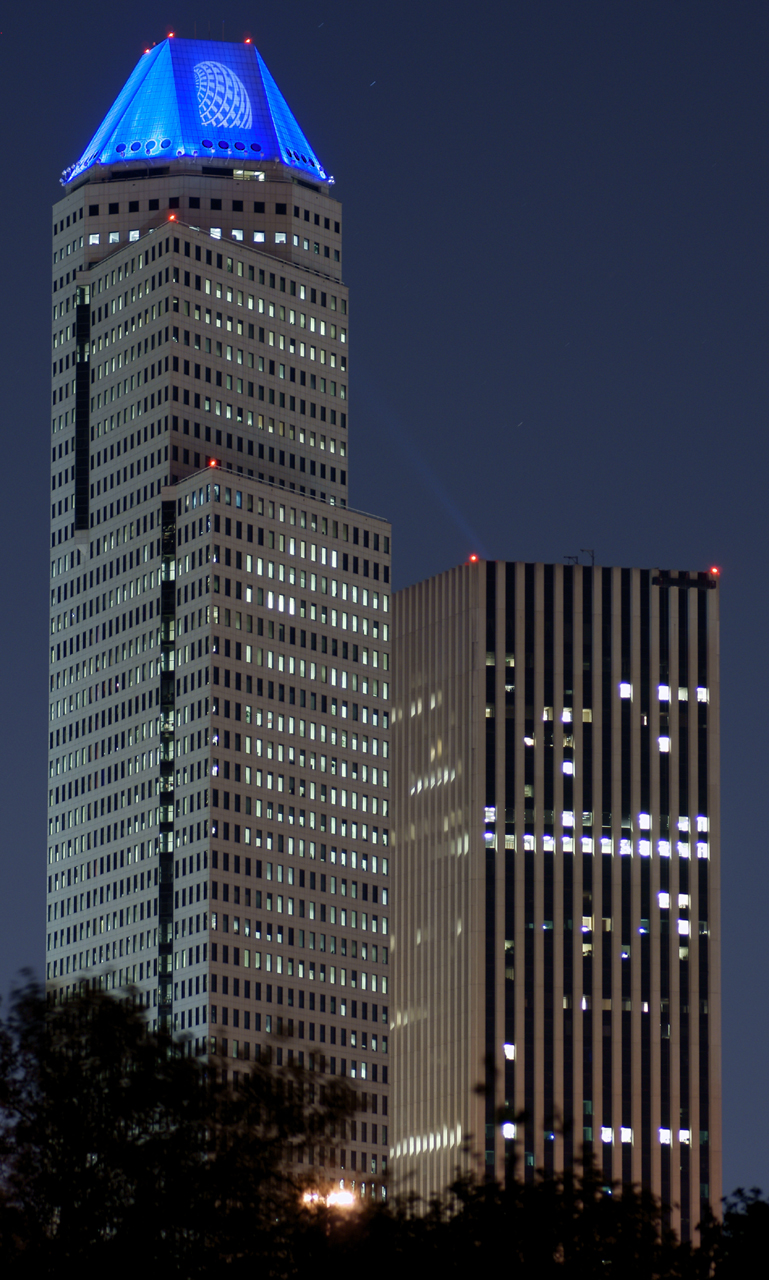

کانتیننتال سنتر ۱ (به انگلیسی: Continental Center I) نام یک برج مرتفع در هیوستون در تگزاس است.
این برج در ۱۹۸۴ ساخته گردید، و ۲۲۳ متر ارتفاع دارد، که در سال ۲۰۰۹ هشتمین برج بلند شهر بود.
معمار این برج مدرنیستی، Morris Aubrey است.
این ساختمان، محل مرکز سابق و شعبهٔ کنونی شرکت کنتیننتال ایرلاینز در هیوستون است.

## نگارخانه

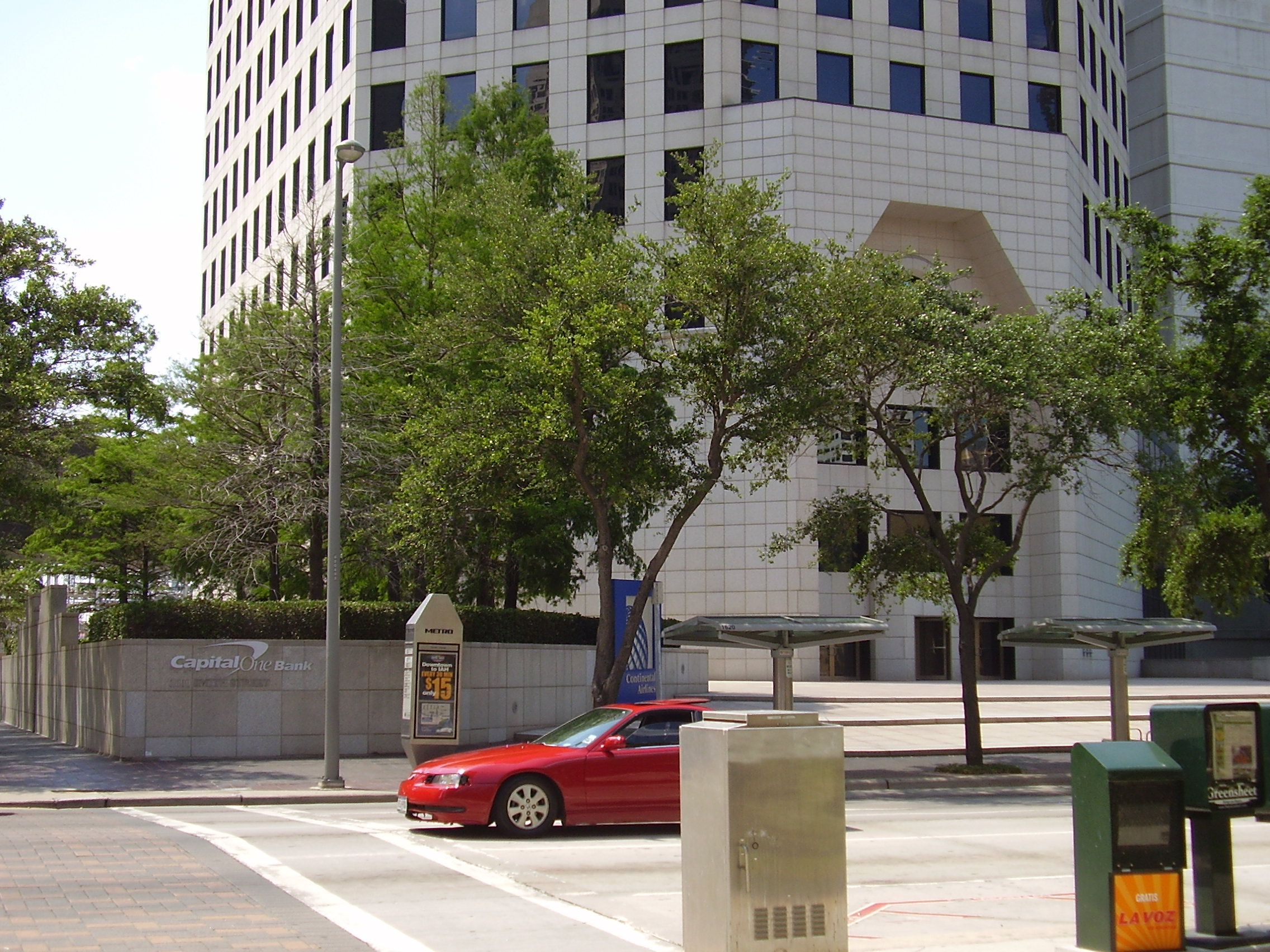